# Preses
|  | Wiktionary har en ordboksartikel om preses. |

Preses (av latin 'præses' = 'den som sitter framför'; plural 'præsides' jämför 'president') och används bland annat för den som leder förhandlingarna eller fungerar som ordförande för en organisation. Här märks bland annat
- ordförande för domkapitel, konsistorium, domstolar, kollegium eller annat organ med kollegialt beslutsfattande
- ordförande för ett flertal vetenskapliga akademier
- ordförande vid en akademisk disputation, inte sällan doktorandens handledare
- en av biskop utsedd ordförande för prästmöte, ofta även författare av den avhandling som diskuteras vid prästmötet